# My Days of Mercy
My Days of Mercy ist ein britisch-US-amerikanisches Filmdrama aus dem Jahr 2017. Es handelt von zwei jungen Frauen, die sich trotz ihrer vollkommen gegensätzliche Ansichten über die Todesstrafe in ihrem Land verlieben.
In den Hauptrollen sind Elliot Page (vor seinem Coming-out als trans Mann 2020) und Kate Mara zu sehen. Die privat miteinander Befreundeten sahen in der Produktion die Möglichkeit, gemeinsam vor der Kamera zu stehen. Regie führte die israelische Regisseurin Tali Shalom Ezer, die damit erstmals einen Film auf Englisch drehte.
My Days of Mercy feierte seine Uraufführung am 9. September 2017 auf dem Toronto International Film Festival. In den Vereinigten Staaten wurde er am 5. Juli 2019 erstmals im Kino und bei Streamingdiensten veröffentlicht. Sechs Tage darauf hatte der Film seine deutsche Kinopremiere. Kritiker äußerten sich gemischt bis positiv über ihn.

## Handlung
Die aus Ohio stammende Lucy Moro fährt zusammen mit ihrer älteren Schwester Martha und ihrem 10-jährigen Bruder Benjamin regelmäßig per Wohnmobil durch die Vereinigten Staaten. Sie protestieren vor Gefängnissen gemeinsam mit anderen Demonstranten gegen die Vollstreckung der Todesstrafe. Vor den Gefängnissen versammeln sich jedes Mal auch Befürworter der Todesstrafe. Bei einer Demonstration in Illinois fällt Lucy eine junge Frau auf, die auf der Seite der Befürworter steht und immer wieder zu ihr herübersieht. Als Lucy abends vor ihrem Wohnmobil steht und raucht, kommt die Frau auf sie zu. Sie stellt sich als Mercy Bromage vor. Obwohl sich Lucy eher abweisend und sarkastisch verhält, ist Mercy freundlich zu ihr. Am darauffolgenden Tag treffen die beiden Frauen erneut aufeinander. Trotz ihrer völlig verschiedenen politischen Gesinnungen scheint sich langsam eine Freundschaft zwischen den beiden zu entwickeln. Sie bleiben aufgrund ihrer verschiedenen Wohnorte per Telefon- und Skype-Anrufen in Kontakt. Hierbei zeigen sich auch ihre verschiedenen persönlichen Hintergründe. Lucys Familie ist liberal und verfügt über nicht sehr viel Geld, während die Rechtsreferendarin Mercy aus einem konservativen, wohlhabenden Elternhaus stammt.
Nach einem Protest gehen die beiden gemeinsam in eine Bar, wo Mercy ihren Grund für ihre Ansichten zur Todesstrafe erläutert. Ihr Vater ist Polizist, dessen Partner und Freund der Familie von einem geistig behinderten Mann erschossen wurde. Deswegen sei sie über den Tod des Täters froh und der Meinung, dass die Todesstrafe den Hinterbliebenen der Opfer Gerechtigkeit bringt. Später fragt sie Lucy während eines Spaziergangs nach ihrer Familie. Lucy gesteht unter Tränen, ihre Mutter vor acht Jahren erstochen im Wohnzimmer vorgefunden zu haben. Ihr Vater Simon wurde für den Mord verurteilt und wartet seitdem auf seine Hinrichtung, obwohl er stets seine Unschuld beteuerte. Während Mercy Lucy tröstet, kommen sich die beiden zum ersten Mal näher. Einige Tage später fahren sie gemeinsam in Lucys Wohnwagen von einem Protest in Missouri zurück. Auf einem Zwischenstopp schlafen die beiden miteinander. Ihre Beziehung bleibt trotz häufiger, von ihren politischen Differenzen ausgehenden Streitigkeiten bestehen.
Unterdessen versucht Martha verzweifelt, die Unschuld ihres Vaters zu beweisen. Aufgrund ihrer geringen finanziellen Mittel hat sie Sex mit dem Anwalt Weldon, der den Fall im Gegenzug pro bono übernimmt. Ihm gelingt es, Simons Hinrichtung um vier Monate aufzuschieben. In diesem Zeitraum kann nach rechtlichen Schlupflöchern oder neuen Hinweisen im Mordfall gesucht werden. Dank Unterstützung von Mercy lassen die Schwestern ein am Tatort gefundenes Haar mittels einer neuen DNA-Technologie untersuchen, das scheinbar nicht zu ihrem Vater passt. Stattdessen bestätigen die Ergebnisse Simon als Täter, worauf auch der letzte Antrag auf Aussetzung der Hinrichtung abgelehnt wird. Martha ist dennoch von der Unschuld ihres Vaters überzeugt, Lucy hingegen unsicher. Sie fährt nach Illinois, um Mercy zu besuchen. Dort erfährt Lucy, dass Mercy noch bei ihren Eltern wohnt und einen Partner hat. Eine unangenehme Begegnung mit Mercys Familie führt zu einem erneuten Streit, in dessen Folge Lucy die Beziehung beendet.
Am Tag der Hinrichtung treffen Lucy und Martha vor dem Gefängnis Mercy, die ihnen beistehen will. Obwohl Lucy immer noch wütend auf sie ist, gestattet sie Mercy, der Hinrichtung ihres Vaters per letaler Injektion beizuwohnen. Kurz darauf beschließt Martha, das Haus zu verkaufen und mit ihren Geschwistern nach Kalifornien umzuziehen. Sechs Monate später arbeitet Mercy als Kellnerin in einem Restaurant. Eines Tages trifft sie während ihrer Mittagspause auf Mercy. Diese behauptet, sich von ihrem Freund getrennt zu haben, und will Lucy küssen. Trotz deren Abweisung schlägt Mercy eine Verabredung vor. Lucy stimmt zögerlich zu.

## Produktion
Der Schauspieler Elliot Page, der sich sechs Jahre vor seinem 2020 erfolgten Coming-out als trans Mann als lesbisch outete, gab während einer Pressekonferenz auf dem Zurich Film Festival 2015 bekannt, sich verstärkt auf Produktionen mit einem queeren Bezug konzentrieren zu wollen. Im selben Jahr lernten die Produzenten David Hinojosa und Christine Vachon beim Sundance Film Festival die israelische Filmemacherin Tali Shalom Ezer kennen. Die beiden boten ihr an, bei Pages geplantem Projekt Regie zu führen, was sie annahm. Für Ezer war dies der zweiter Spielfilm sowie die erste englischsprachige Produktion.
Im April 2016 wurde der Film erstmals öffentlich angekündigt. Er trug zum damaligen Zeitpunkt den Titel Mercy. Neben Hinojosa, Page und Vachon gehörte Kate Mara zu den Produzenten. Sie und Page wollten aufgrund ihrer Freundschaft bereits länger zusammenarbeiten, hatten jedoch bis auf eine vom Online-Comedykanal Funny or Die veröffentlichte True Detective-Parodie keine Gelegenheit dazu gefunden. Page und Mara übernahmen die Hauptrollen, während Elias Koteas, Pablo Schreiber und Amy Seimetz zur Nebenbesetzung gehörten. Der britische Drehbuchautor Joe Barton verfasste das Skript. Bei seiner Arbeit ließ er sich von einem Absatz des Sachbuchs Der Gefangene von John Grisham inspirieren.
Die Dreharbeiten fanden von September 2016 bis Mai 2017 in der Metropolregion Cincinnati statt. Kurz vor Drehbeginn wurde Schreiber durch seinen Kollegen Brian Geraghty ersetzt.

## Veröffentlichung
Der Film wurde unter dem geänderten Titel My Days of Mercy auf dem Toronto International Film Festival 2017 uraufgeführt. Zwei Jahre darauf kam er am 5. Juli in einigen limitierten US-amerikanischen Kinos heraus. In Deutschland feierte die Produktion im Oktober 2018 auf dem LGBT-Filmfestival homochrom ihre Premiere und wurde am 11. Juli des darauffolgenden Jahres in den Kinos veröffentlicht. Seit März 2022 wird sie in regelmäßigen Abständen auf Kinowelt TV ausgestrahlt. Zudem ist My Days of Mercy in beiden Ländern auf DVD und Blu-ray sowie bei einigen Streaming-Diensten verfügbar.

## Rezeption
Für Todd McCarthy der The Hollywood Reporter sei die Produktion in ihrer Darstellung lesbischer Liebe zwar etwas zu zurückhaltend, besitze allerdings aufgrund ihres unerschrockenen Porträts der amerikanischen Arbeiterklasse und der einfühlsamen Hauptdarsteller eine hohe Anziehungskraft. Letztere spielten sowohl in den Diskussions- als auch den Liebesszenen authentisch und herzlich. Page liefere eine starke Darbietung, während Mara sichtlich Spaß an ihrer Rolle zeige. Beide gäbten deswegen ein gutes Leinwandpaar ab.       Jude Dry von IndieWire bezeichnete die in My Days of Mercy dargestellte lesbische Beziehung als zu eindimensional. Die Verbindung zwischen sexuellem Erwachen und der Todesstrafe in den USA sei ohnehin holprig und unklar, weswegen eine reine Romanze oder ein reines Drama besser gewesen wären als die im Film verwendete Kombination. Er sei dennoch fesselnd, wenn auch übertrieben komplex. Laut dem Variety-Redakteur Dennis Harvey bleibe das Drehbuch in Bezug auf das brisante Hauptthema trotz der pointierten Dialoge klugerweise neutral. Zudem würde der Alltag im mittleren Westen unpolemisch und detailliert eingefangen. Page biete eine der besten Leistungen der Karriere dar, während Seimetz heraussteche.
Karin Schupp lobte in der L-Mag Ezer, die eine berührende Liebesgeschichte ohne Kitsch, aber dafür mit gelungenen Sexszenen und viel Chemie zwischen den tollen Hauptfiguren erzähle. Ihr gelinge es, sozialkritische Aspekte in die Handlung einzubauen, die dem schönen sowie sehenswerten Film Tiefgang verliehen, ohne belehrend oder agitierend daherzukommen. In ihrer Tagesspiegel-Rezension vertrat Nadine Lange die Ansicht, dass My Days of Mercy im Verlauf der Handlung eine erstaunliche Glaubwürdigkeit entfalte. Die Regisseurin habe die Liebesszenen unverkrampft und erotisch in Szene gesetzt, die schwierige Balance von Familien- und Liebesdrama gehalten, eine ruhige, in warmen Farben gehaltene Bildsprache sowie einen angemessen ernsthaften Ton gefunden, der nie ins Pathetische oder Propagandahafte kippe. Sarah Schindler nannte den Film in ihrer Kritik für Die Zeit eine wunderbar unaufdringliche Studie der US-Gesellschaft im mittleren Westen. Er schaffe es, zwei Geschichten außerordentlich klug, austariert und eindringlich zu erzählen. Daneben halte er der scheinbar liberalen Gesellschaft der USA gelungen den Spiegel vor.

## Auszeichnung und Nominierung (Auswahl)
Festival Internacional de Cine en Guadalajara 2018
- Auszeichnung in der Sektion Beste darstellerische Leistung, für Elliot Page
- Nominierung in der Sektion Bester Spielfilm

## Synchronisation
Die Synchronisation des Films wurde bei der Digital Media Technologie nach einem Dialogbuch und unter der Dialogregie von Astrid Kollex synchronisiert.
| Rolle         | Darsteller        | Synchronsprecher      |
| ------------- | ----------------- | --------------------- |
| Lucy Moro     | Elliot Page       | Celine Fontanges      |
| Mercy Bromage | Kate Mara         | Merete Brettschneider |
| Simon Moro    | Elias Koteas      | Stephan Benson        |
| Agatha        | Tonya Pinkins     | Katja Brügger         |
| Katlin        | Jordan Trovillion | Franciska Friede      |